# Dánszentmiklós
Dánszentmiklós là một thị trấn thuộc hạt Pest, Hungary. Thị trấn này có diện tích 38,01 km², dân số năm 2010 là 2946 người, mật độ 78 người/km².